# ハンドボールグリーンランド代表
ハンドボールグリーンランド代表は、グリーンランドハンドボール連盟（GHF）によって編成されるグリーンランドのハンドボールナショナルチームである。パンアメリカンハンドボール連盟（PATHF）に所属する。国際サッカー連盟未加盟のサッカーグリーンランド代表と異なり、1998年に国際ハンドボール連盟に加盟しており、世界選手権にも出場している。

## 成績

### 世界選手権
- 2001年：20位
- 2003年：24位
- 2007年：22位

### パンアメリカン選手権
- 1998年：5位
- 2000年：5位
- 2002年：3位
- 2004年：5位
- 2006年：3位
- 2008年：5位
- 2010年：6位
- 2012年：5位